# Hoteles Conrad
Conrad es una de las 18 marcas de hoteles y resorts, propiedad de Hilton. Pertenece a la gama de lujo, junto con Waldorf-Astoria y LXR.

## Historia
Barron Hilton, hijo de Conrad Hilton, fundó Conrad Hotels, tomando el nombre de su padre. Su objetivo era operar una red de poder de hoteles de lujo y resorts en los destinos más importantes del mundo. El hotel Conrad en primer lugar, el Conrad Jupiters Gold Coast en Australia, abrió sus puertas en 1985. Conrad Hotels & Resorts se ha establecido como una marca global creciente de lujo contemporáneo.

## Hoteles actuales

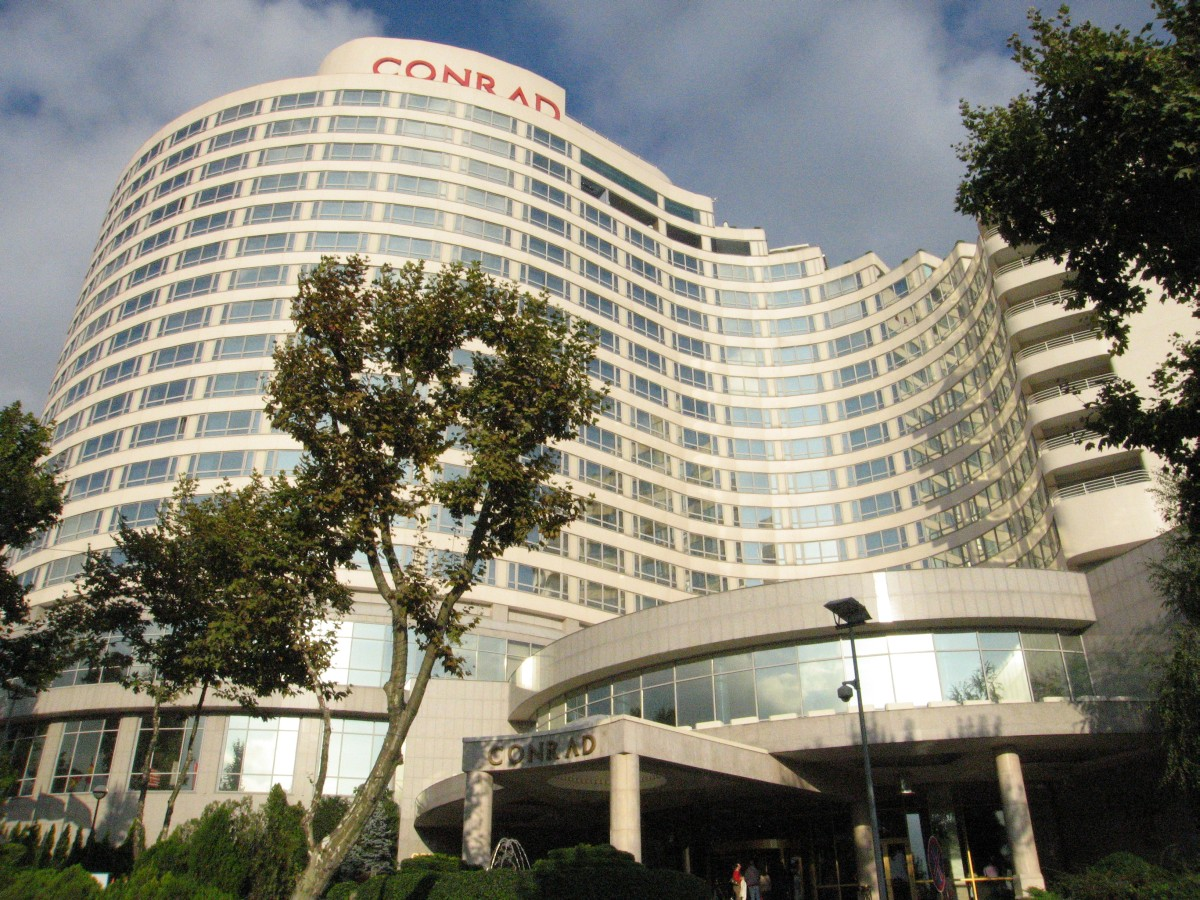
Conrad Estambul

### Europa y Medio Oriente

#### Bélgica
- Bruselas

#### Irlanda
- Dublín
- Kilkenny

#### Turquía
- Estambul

#### Egipto
- El Cairo
- Sharm El Sheikh

### Asia y el Pacífico

#### Australia
- Brisbane
- Gold Coast

#### China/Hong Kong

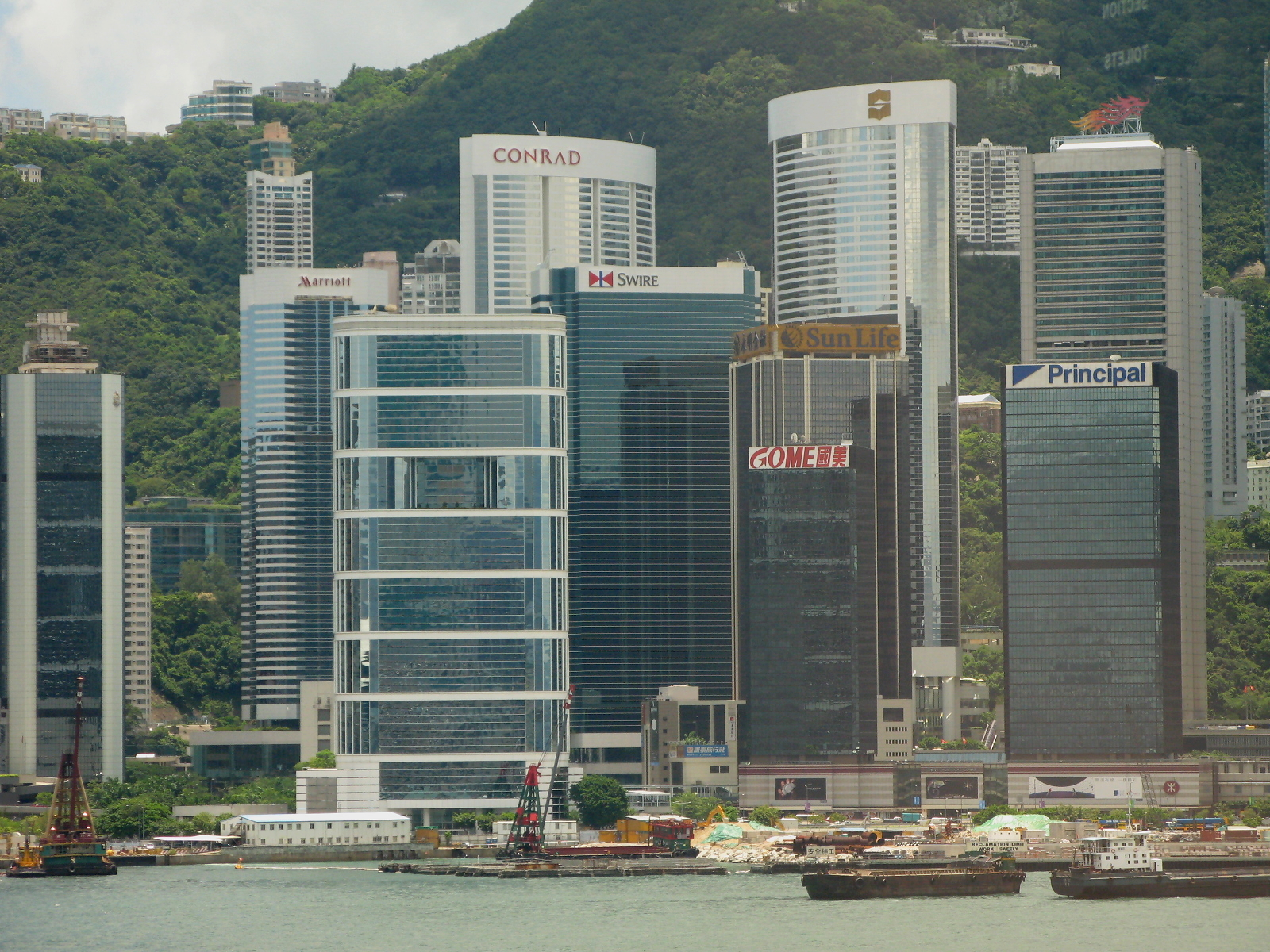
Conrad Hong Kong

- Pacific Place, Hong Kong

#### China/Shanghái
- Conrad Shanghái Resort & Casino (fundado en 2008)

#### Indonesia
- Bali

#### Filipinas
- Manila

#### Japón
- Tokio

#### Maldivas
- Maldivas

#### Singapur

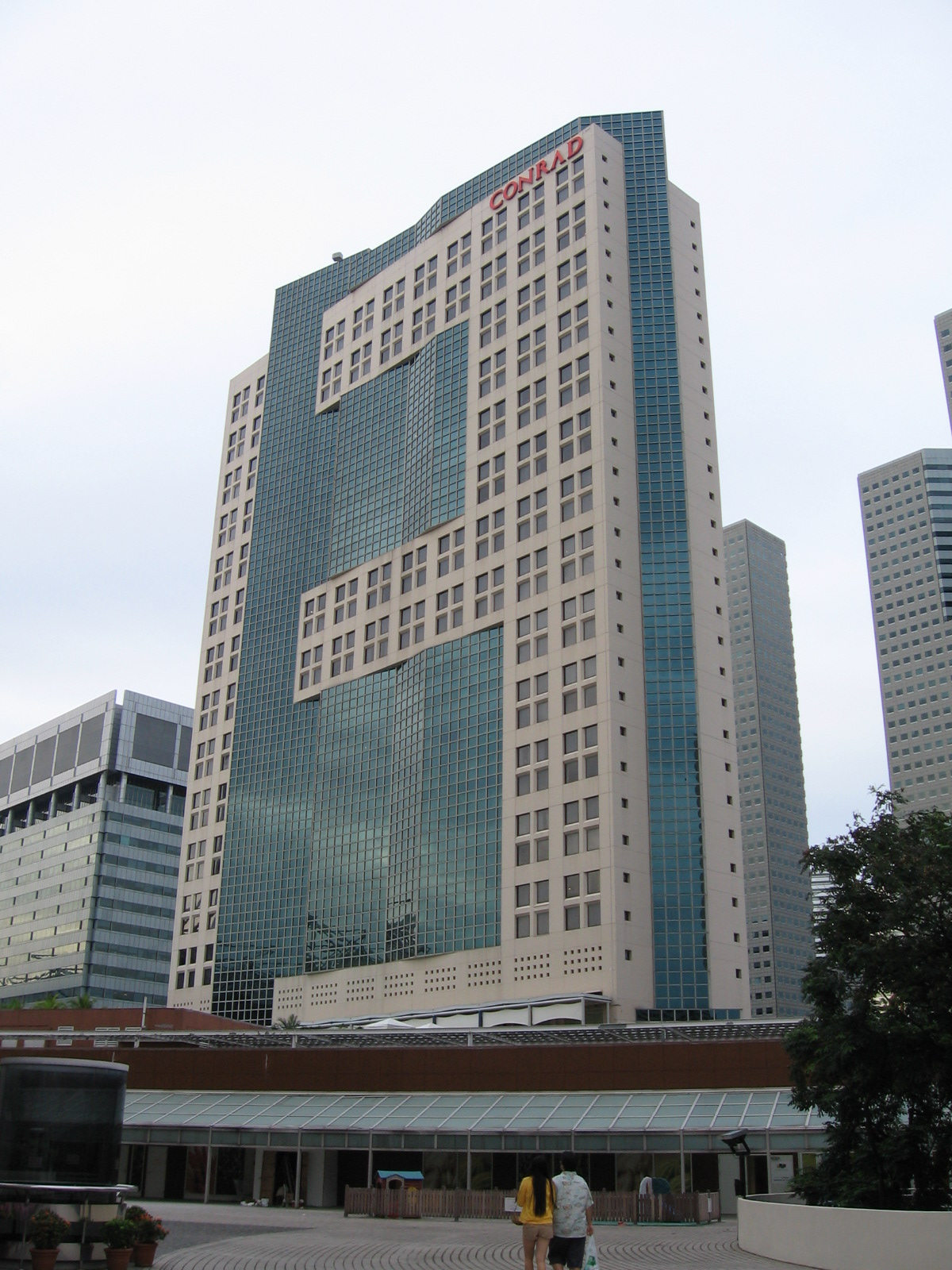
Conrad Centennial Singapur.

- Conrad Centennial Singapur

#### Tailandia
- Bangkok

### América

#### Colombia
- Cartagena de Indias

#### Estados Unidos
- Chicago
- Indianapolis
- Miami
- New York

#### México
- San Luis Potosí
- Punta de Mita

#### Uruguay

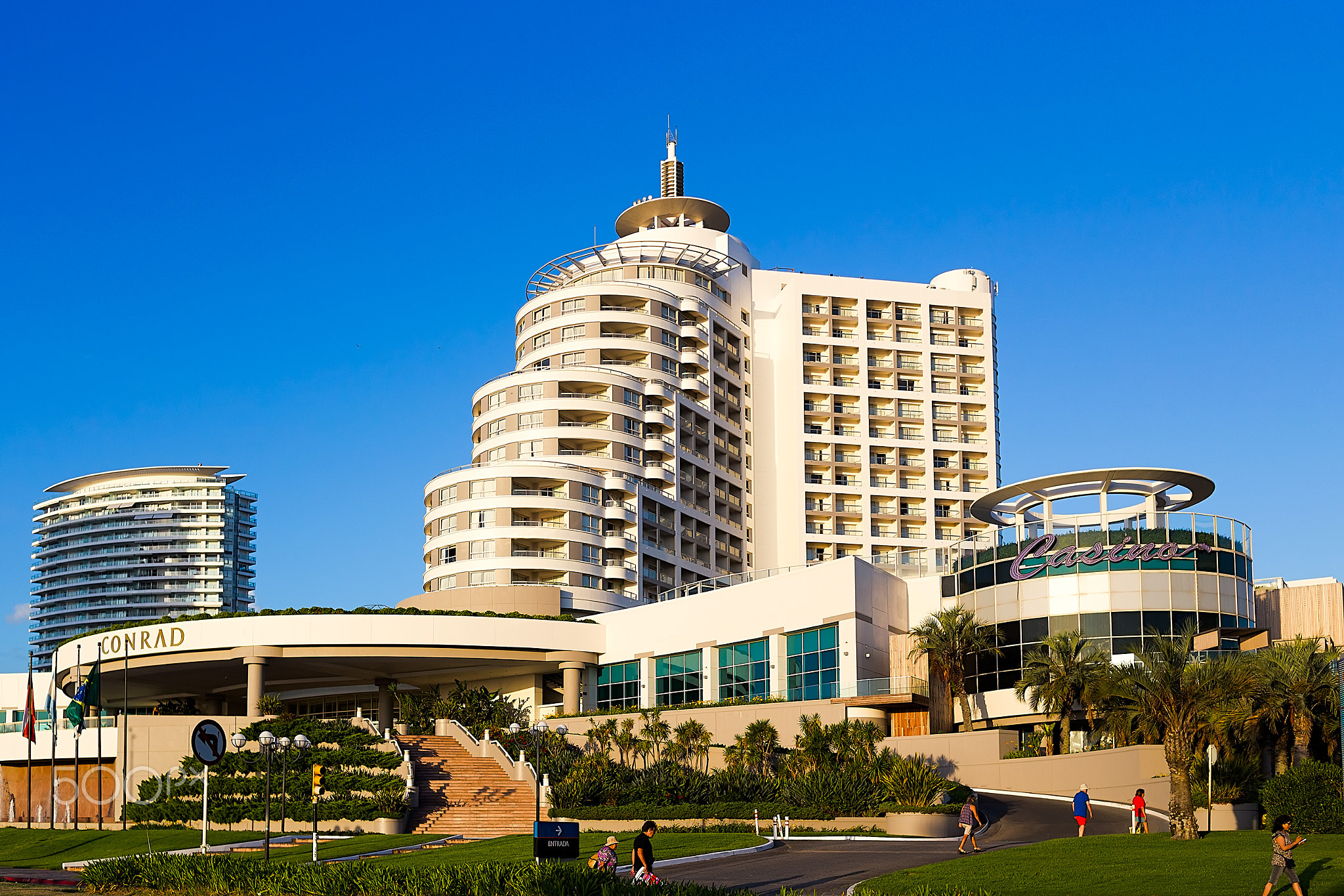
Hotel Conrad Punta del Este Resort & Casino.

- Punta del Este

## Nuevos Hoteles
Los lugares en que estarán los Nuevos Hotels & Resorts son:
- Koh Samui (2009)
- Abu Dhabi (2009)
- Conrad Dubai (2009)
- Las Bahamas (2010)
- Pekín (2010)
- Portugal (2010)
- Punta de Mita (2020)